# Sawicze (obwód brzeski)
Sawicze (biał. Савічы; ros. Савичи) – wieś na Białorusi, w obwodzie brzeskim, w rejonie baranowickim, w sielsowiecie Wolna.
Dawniej wieś, folwark i majątek ziemski. W dwudziestoleciu międzywojennym leżały w Polsce, w województwie nowogródzkim, w powiecie baranowickim.